# Kanton Besançon-4
Der Kanton Besançon-4 ist ein französischer Wahlkreis im Département Doubs in der Region Bourgogne-Franche-Comté. Er umfasst einen Teilbereich der Stadt Besançon und sechs weitere Gemeinden im Arrondissement Besançon. Bei der landesweiten Neuordnung der französischen Kantone wurde er 2015 neu geschaffen mit Besançon als Hauptort (frz.: bureau centralisateur).

## Gemeinden
Der Kanton besteht aus sieben Gemeinden und Gemeindeteilen mit insgesamt 31.382 Einwohnern (Stand: 1. Januar 2022) auf einer Gesamtfläche von 46,84 km²:
| Gemeinde                | Einwohner 1. Januar 2022 | Fläche km² | Dichte Einw./km² | Code INSEE | Postleitzahl |
| ----------------------- | ------------------------ | ---------- | ---------------- | ---------- | ------------ |
| Besançon                | 24.967                   | 6,97       | 3.582            | 25056      | 25000        |
| Braillans               | 205                      | 1,95       | 105              | 25086      | 25640        |
| Chalèze                 | 375                      | 5,68       | 66               | 25111      | 25220        |
| Chalezeule              | 1.326                    | 3,94       | 337              | 25112      | 25220        |
| Champoux                | 90                       | 2,98       | 30               | 25117      | 25640        |
| Marchaux-Chaudefontaine | 1.429                    | 16,39      | 87               | 25368      | 25640        |
| Thise                   | 2.990                    | 8,93       | 335              | 25560      | 25220        |
| Kanton Besançon-4       | 31.382                   | 46,84      | 670              | 2507       | –            |

1. ↑   Nur der östliche Teil der Gemeinde, der Rest verteilt sich auf die Kantone Besançon-1, Besançon-2, Besançon-3, Besançon-5 und Besançon-6.

## Veränderungen im Gemeindebestand seit der landesweiten Neuordnung der Kantone
- 2018: Fusion Chaudefontaine und Marchaux → Marchaux-Chaudefontaine

## Politik
| Vertreter im Departementrat | Vertreter im Departementrat           | Vertreter im Departementrat |
| Amtszeit                    | Namen                                 | Partei                      |
| --------------------------- | ------------------------------------- | --------------------------- |
| 2015–2021                   | Odile Faivre-Petitjean Alain Loriguet | MoDem LR                    |
| 2021–                       | Jeanne Henry Georges Ubbiali          | PCF DVG                     |